# Gare de Tatsuno
La gare de Tatsuno (竜野駅, Tatsuno-eki) est une gare ferroviaire localisée dans la ville de Tatsuno, dans la préfecture de Hyōgo au Japon. La gare est exploitée par la compagnie JR West, sur la ligne Sanyō.

## Situation ferroviaire
Établie à 14 mètres d'altitude, la gare de Tatsuno est située au point kilométrique (PK) 71 de la ligne Sanyō. La gare se trouve à 5 km du centre-ville. Ouverte à l'époque, pour effectuer la connexion entre la ville et le château de Tatsuno.

## Histoire
Le 11 novembre 1889, la gare est inaugurée par la compagnie Sanyo Railway. En 1987, la gestion de la gare revient à la JR West après le découpage de la société nationale japonaise des chemins de fer. En 2003, la carte ICOCA devient utilisable en gare.
En 2015, la fréquentation journalière de la gare était de 2 169 personnes,. 
| 2010  | 2011  | 2012  | 2013  | 2014  | 2015  |
| 1 955 | 2 014 | 2 088 | 2 151 | 2 096 | 2 169 |

## Service des voyageurs

### Accueil
La gare dispose d'un guichet, ouvert tous les jours de 7 h à 20 h. La carte ICOCA est également possible pour l’accès aux portillons d’accès aux quais

### Desserte
La gare de Tatsuno est une gare disposant de deux quais et de deux voies. La desserte est effectuée par des trains, rapides ou locaux.
| N° de voie | Ligne   | Direction                       |
| ---------- | ------- | ------------------------------- |
| 1          | A Sanyō | Banshū-Akō - Kamigōri - Okayama |
| 2          | A Sanyō | Himeji - Osaka                  |

### Intermodalité
Un arrêt de bus du réseau de bus de la ville de Tatsuno est  également disponible près de la gare.
La gare permet d'accéder à plusieurs lieux remarquables :
- Le sanctuaire shinto Kanbe-jinja

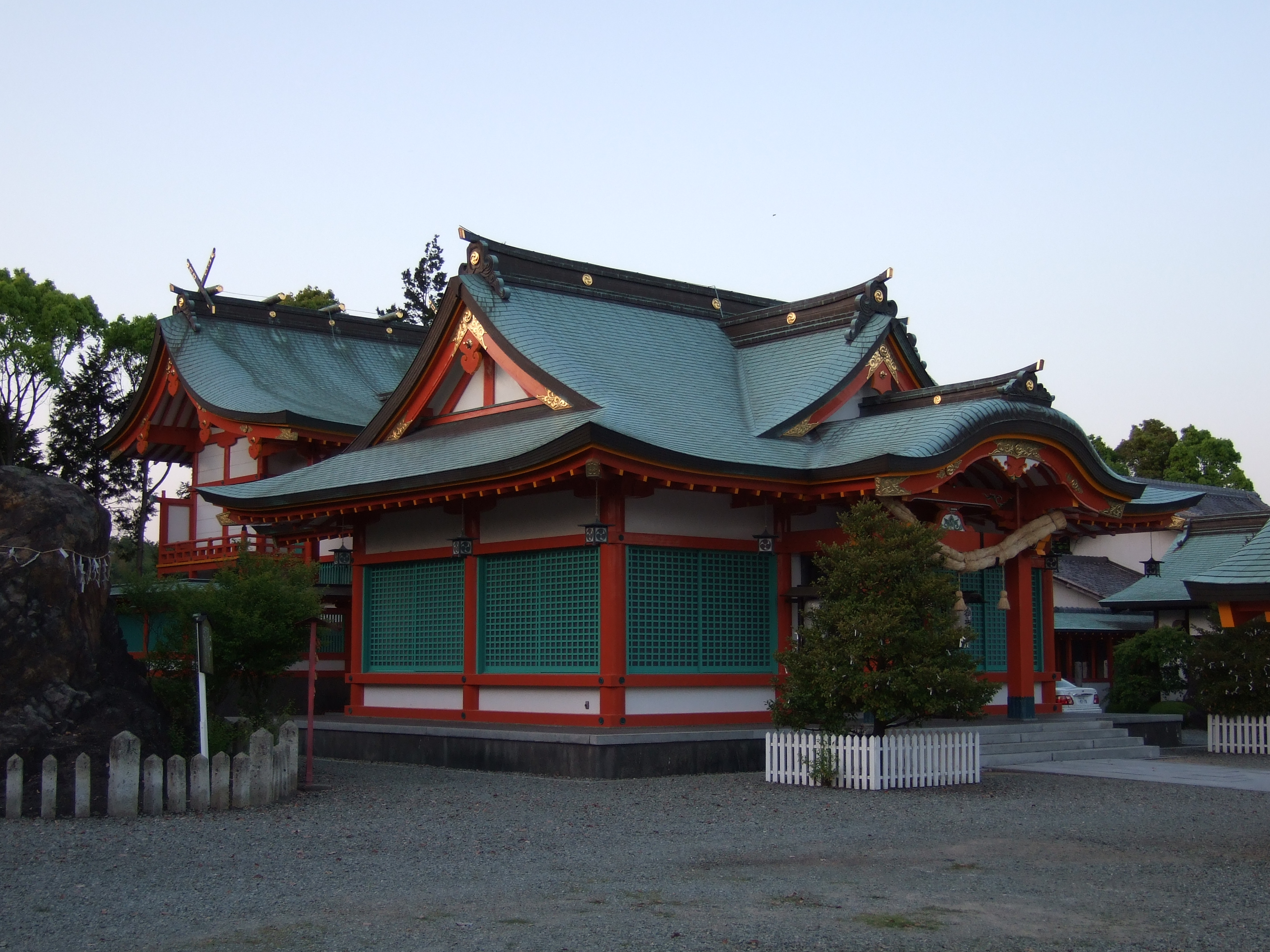
Le sanctuaire Kanbe-jinja